# Ludwig Wilhelm Wittich

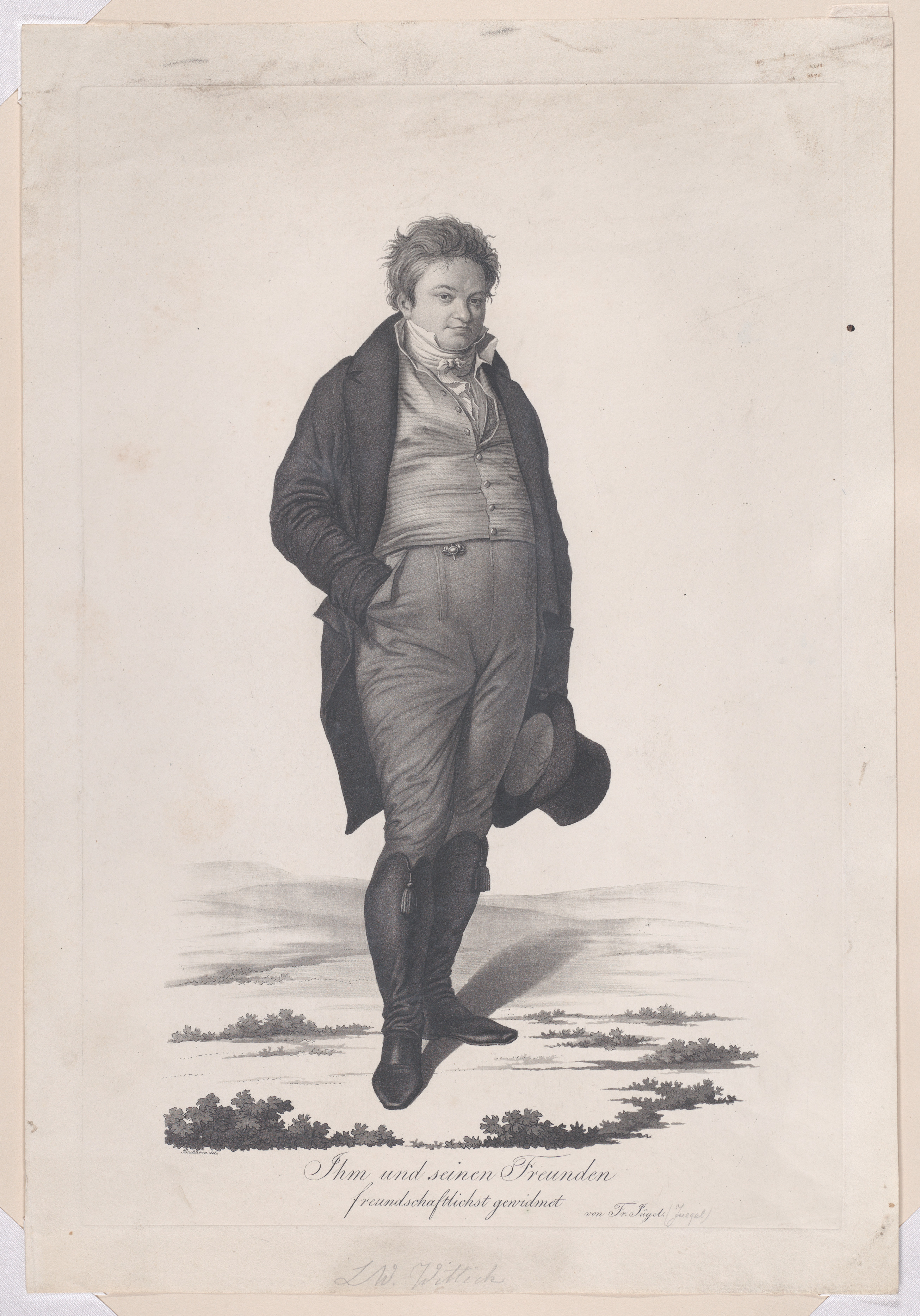
Ludwig Wilhelm Wittich

Ludwig Wilhelm Wittich (* 11. Dezember 1773 in Darmstadt; † 17. April 1832 in Berlin) war ein deutscher Verleger, Kunsthändler, Zeichner, Kupferstecher und Radierer.

## Biografie
Ludwig Wilhelm Wittich war ein Sohn des Buchdruckers und Verlegers Johann Georg Wittich (1712–1776) und dessen Ehefrau Maria Juliane Eylau (1743–1784). Er studierte ab seinem 16. Lebensjahr Jura und Theologie in Gießen. Unzufrieden mit dem Studium, begann er eine Lehre als Buchhändler. 1796 ging er nach Berlin und trat in die Kunst- und Buchhandlung eines französischen Emigranten ein. Nach einem kurzen Aufenthalt in Breslau kehrte er 1798 wieder nach Berlin zurück und übernahm das Geschäft des Buchdruckers und Buchhändlers Johann Friedrich Unger. Nach Ungers Tod im Jahr 1804 gründete er 1805 seine eigene Firma. In seinem Verlag erschienen Serien von Friedrich August Calau und Friedrich Wilhelm Delkeskamp sowie die „Sammlung Architektonischer Entwürfe“ von Karl Friedrich Schinkel. Zwischen 1818 und 1823 gab er die Aquatinta-Serie „Ansichten von Berlin, Potsdam, Charlottenburg, Paretz und der Pfaueninsel“ in mehreren Auflagen heraus.
Wittich betätigte sich auch selbst als Zeichner, Maler und Radierer und erwarb 1813 den Titel eines Akademischen Künstlers. Im Jahr 1817 wurde er vom Berlinischen Künstlerverein als Mitglied aufgenommen und 1819 nach Abgang von Johann Friedrich Bonte (1781–1832) zum Säckelmeister gewählt.
1831 übergab er seinem Sohn Georg die Leitung der Kunsthandlung, um sich selbst ausschließlich der Kunst widmen zu können. Auf den Ausstellungen der Preußischen Akademie der Künste war er von 1824 bis 1831 mehrfach vertreten.

## Familie
Ludwig Wilhelm Wittich war seit 1809 verheiratet mit Franziska Dorothea Römer (1775–1844). Das Paar hatte die Kinder Julie († 1810), Georg Moritz Heinrich Wilhelm (1811–1869) und Heinrich Johann Ludwig (1816–1887). Die Schriftstellerin Clara Schnackenburg (1845–1931) war seine Enkelin.